# امیر مهدی‌زاده
امیر مهدی‌زاده (زاده ۳۱ شهریور ۱۳۶۸) در شهر قم- کاراته کای اهل کشور ایران است.
امیر مهدی‌زاده ۲ مدال طلای قهرمانی جهان و ۲ مدال طلای لیگ جهانی کاراته وان و ۲ مدال طلای قهرمانی آسیا و ۱ مدال طلای بازی‌های آسیایی را کسب کرده‌است و در حال حاضر وی از پر افتخارترین کاراته کاهای ایران است.

## مسابقات قهرمانی آسیا ۲۰۲۳
امیر مهدی زاده در دور اول با نتیجه ۶ بر ۳ مقابل نولانبر کالیسبک از قرقیزستان را پشت سر گذاشت، اما در دور دوم با نتیجه ۶ بر ۵ مغلوب دیدار امیرعلی از قزاقستان شد و با راهیابی حریف قزاقستانی به فینال مهدی زاده راهی جدول شانس مجدد شد.
نماینده وزن ۶۷- آقایان کشورمان در دیدار شانس مجدد موفق شد با نتیجه ۲ بر صفر محمود دیفلاح از فلسطین را شکست دهد و راهی دیدار رده بندی شود. مهدی زاده در رده بندی با نتیجه ۳ بر ۲ محمد التیبی از کویت را شکست داد و صاحب مدال  برنز مسابقات قهرمانی آسیا ۲۰۲۳ شد.